# Théâtre d'opérette de Budapest
Le Budapesti Operettszínház ([ˈbudɒpɛʃtiˈopɛɾɛtːsiːnhaːz], littéralement Théâtre d'opérette de Budapest) est un théâtre spécialisé dans la représentation d'œuvres musicales, situé dans la capitale hongroise.

## Histoire
Jusqu'au début de la Première Guerre mondiale, le bâtiment abrite le Somossy Orfeum. La guerre provoque la fermeture du « palais des divertissements », marquant la fin de l'âge d'or de l'Orpheum. Cette période sera plus tard appelée avec nostalgie « les moments heureux de la paix ».
En 1923, Budapest décide d'offrir à l'opérette, genre en plein essor, un bâtiment qui lui est propre. L'ouverture du Budapesti Operettszínház signe le début de la « période d'argent de l'opérette » et de son rayonnement culturel au sein de la capitale hongroise. Dès sa création, le théâtre respecte les traditions de l'opérette classique tout en l'enrichissant des techniques artistiques modernes. Avec Vienne, Budapest est considérée comme la capitale de l'opérette.
Sur cette même période se succèdent au théâtre des artistes nationaux dont la réputation n'est plus à faire, comme la grande Hanna Honthy.

## Bâtiment
Le Théâtre d'opérette a été construit d'après les plans du célèbre duo d'architectes viennois, Fellner et Helmer (Ferdinand Fellner et Hermann Helmer), en 1894. La salle principale, spacieuse, était entourée de loges, réparties en demi-cercle sur les deux côtés ; tandis qu'une large piste de danse, au centre, permettait de danser la valse, la polka, la mazurka et le galop. Son jardin d'hiver accueillait l'un des restaurants  français les plus courus de la capitale tandis que le café-concert donnait sur la rue.
En 1966, le bâtiment a été remanié, de sorte que l'architecture intérieure et les pièces ont été largement modifiées. Entre 1999 et 2001, il a été entièrement rénové. Instaurant la technologie la plus moderne à la scène, les architectes ont toutefois eu à cœur de conserver la décoration originale dans la salle de spectacle, le long des balcons.
Aujourd'hui, le théâtre a neuf-cent-un sièges dans une salle climatisée.
Les anciens objets qui sont restés dans le bâtiment complètent le nouveau mobilier, comprenant des fenêtres de verre coloré, des miroirs, des meubles d'époque et un plancher en bois. La salle est éclairée par un lustre centenaire. La rangée de loges, les stucs dorés, les murs parés de velours et les statuettes symboliques qui ornent l'entrée ajoutent au faste des lieux.
L'intérieur a été conçu par Maria Siklós et Gábor Schinagl. La gestion du théâtre s'est fixé pour objectif de faire du Budapesti Operettszínház un centre culturel multifonctionnel, impliqué dans l'art local et la vie sociale, de s'inscrire dans une démarche de modernité tout en préservant le luxe d'antan de ce bâtiment récemment rénové.

## LeBudapesti Operettszínházaujourd'hui

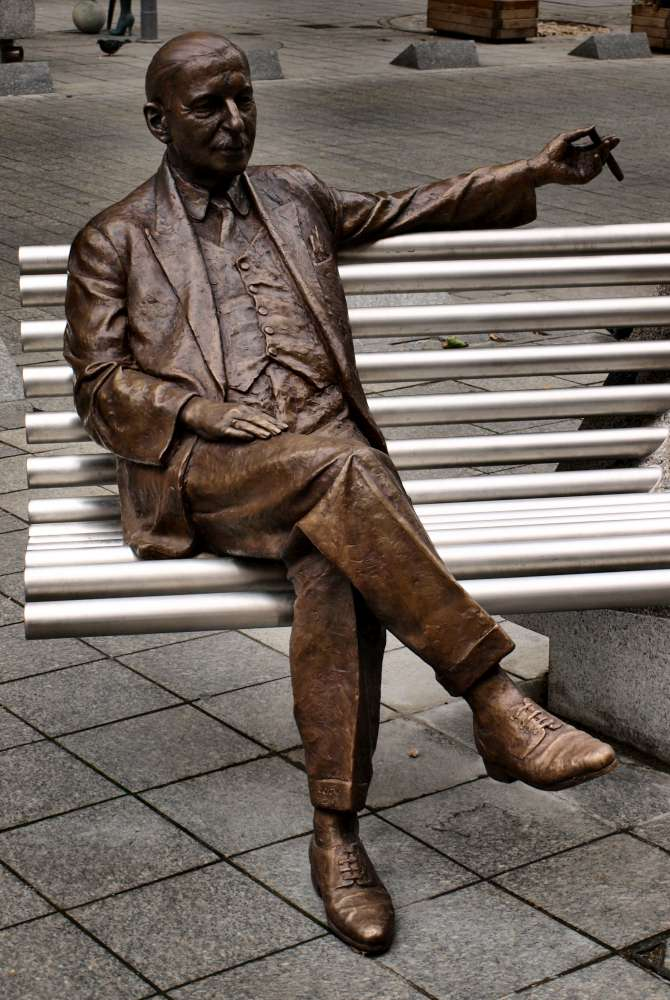
Statue d'Emmerich Kálmán, illustre compositeur d'opérette hongrois, devant le Budapesti Operettszínház.

Sous la direction de Gábor Kerényi Miklós, le théâtre se compose de deux départements, qui présentent des opérettes hongroises classiques, des comédies musicales hongroises contemporaines, ainsi que des pièces romanesques ou historiques, souvent à destination du jeune public. Avec cinq-cents spectacles annuels et quatre-cent-mille spectateurs, le Budapesti Operettszínház est à ce jour le théâtre le plus populaire de Hongrie.
Lorsque le théâtre présenta l'une de ces premières pièces en Allemagne, le journal Frankfurter Allgemeine Zeitung écrit « Il y a plusieurs salles de concerts dans chaque ville où vous pouvez écouter de la bonne musique mais pour l'opérette, il n'existe qu'une seule adresse : 17, rue Nagymező, Budapest ». 
Au cours des dernières années, Rómeó és Júlia de Gérard Presgurvic - basé sur la célèbre drame de William Shakespeare - s'est imposé comme le spectacle hongrois le plus populaire. En 2010, Rebecca - A Manderley-ház asszonya, la comédie musicale de Michael Kunze et Sylvester Levay, inspirée du roman de Daphné du Maurier, est la production à avoir attiré le plus de spectateurs.
Depuis le milieu des années soixante, son objectif est de présenter la plus grande variété d'œuvres : qu'il s'agisse des créateurs d'opérette hongrois (tels Emmerich Kálmán, Franz Lehár, Pál Ábrahám...) en passant par des compositeurs de musique contemporains comme Ferenc Javori, Sylvester Levay et Levente Szörényi. 
Son répertoire comprend une grande diversité de spectacles, tels A Bajadér, Lili bárónő, Miss Saigon, Rebecca - A Manderley-ház asszonya, Rómeó és Júlia, Elisabeth, Mozart!, Rudolf ainsi que la version musicale du Songe d'une nuit d'été de Shakespeare.
L'équipe du Budapesti Operettszínház joue un rôle prépondérant dans la mise en scène de ses œuvres et mène une collaboration active avec les théâtres de Saint-Pétersbourg, Bucarest, Ekaterinbourg, Prague, Salzbourg et Erfurt ; le théâtre présente régulièrement ses spectacles lors de galas dans plusieurs pays d'Europe et d'Asie. En 2011, le théâtre remporte les droits exclusifs pour jouer la comédie musicale La Belle et la Bête en Hongrie, en Allemagne et en Autriche.

## LeBudapesti Operettszínházvu à l'étranger
Pour le New York Times, les productions du Budapesti Operettszínház égalisent les spectacles anglophones : « c'est une patrie musicale si vivante, dont les performances rivalisent avec Broadway et le West End ».
Le Théâtre collabore d'ailleurs avec des figures éminentes de Broadway. C'est le cas pour Rudolf - Az utolsó csók : la comédie musicale, écrite par Frank Wildhorn, Steve Cuden et Miklós Gábor Kerényi, est une coproduction entre la Hongrie et les États-Unis.

## Équipe duBudapesti Operettszínház

### Direction: 1923-
- Dezső Tapolczai (1923-1925)
- Sándor Faludi (1926-1929)
- Dezső Sebestyén (1930-1935)
- Andor Seregi(1938-1939)
- Jenő Sziklai (1939-1941)
- Árpád Bubik (1941-1942)
- Szabolcs Fényes (1942-1949)
- Margit Gáspár (1949-1957)
- Szabolcs Fényes (1957-1960)
- László Szlovák (1960-1976)
- Dr. Dezső Malonyay (1976-1979)
- Pál Keszler (1979-1989)
- Sándor Németh (1989-1993)
- Miklós Szinetár (1993-1996)
- Imre Halasi (1997-2001)
- Gábor Kerényi Miklós (2001-)

### La troupe

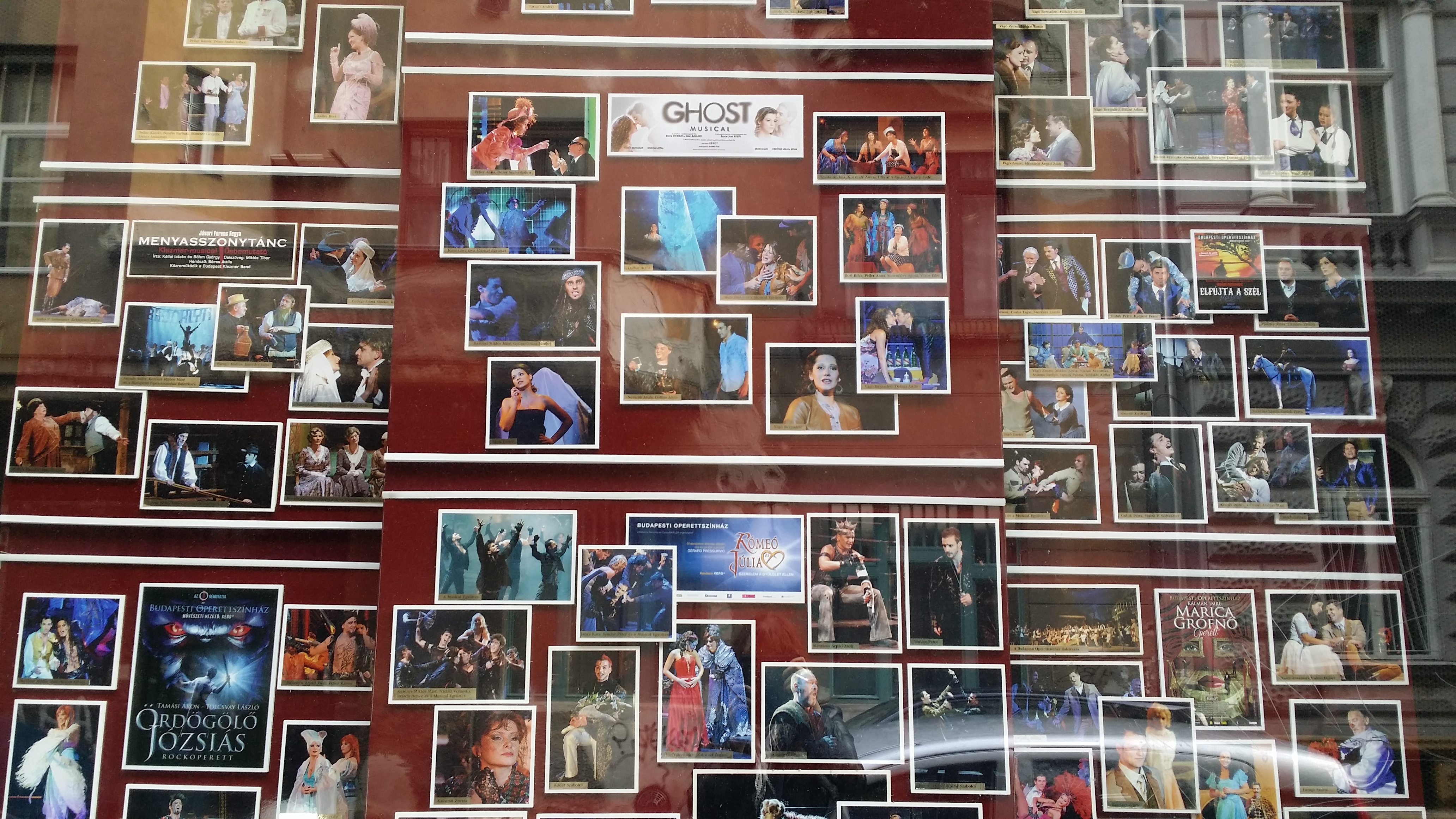
Panneau d'affichage au Budapesti Operettszínház présentant les différents spectacles.

En 2014 :
- Adrienn Arányi
- András Faragó
- Anikó Felföldi
- Anita Lukács
- Anna Peller
- Athina Papadimitriu
- Attila Balogh-Bodor
- Attila Dolhai
- Attila Németh
- Attila Pálfalvy
- Ági Mednyánszky
- Ágota Siménfalvy
- Árpád-Zsolt Mészáros
- Barbara Bódi
- Bernadett Vágó
- Csaba Jantyik
- Dániel Vadász
- Dávid Szabó
- Dóra Szinetár
- Edvin Somai
- Erika Náray
- Gábor Dézsy-Szabó
- Gábor Melis
- Ildikó Sz. Nagy
- István Magasházy
- Judit Dénes
- Kata Janza
- Katalin Udvarias
- Károly Peller
- Lajos Csuha
- Mara Kékkovács
- Marika Oszvald
- Miklós-Máté Kerényi
- Mónika Fischl
- Péter Marik
- Richárd Péter
- Sándor György-Rózsa
- Szabolcs Kádár
- Szilveszter P. Szabo
- Szilvi Szendy
- Tamás Földes
- Tibor Oláh
- Veronika Geszthy
- Veronika Nádasi
- Zoltán Benkóczy
- Zoltán Bereczki
- Zsolt Homonnay
- Zsolt Vadász
- Zsuzsa Kalocsai
- Zsuzsa Kovács
- Zsuzsa Lehoczky
- Zsuzsa Ullmann
- Zsuzsi Vágó